# Губерния

Деление Российской империи на губернии в 1914 году.

Губе́рния (от губерна́тор, лат. gubernator ← др.-греч. κυβερνήτης «кормчий») — высшая единица административно-территориального деления в России (Русское царство, Российская империя, Российская республика, РСФСР) и Украине (УНР, Украинская держава и УССР). 
Глава губернии — губернатор. Главным городом (столицей) губернии был Губернский город, например Ворошиловск.

## Первоначальное деление при Петре I

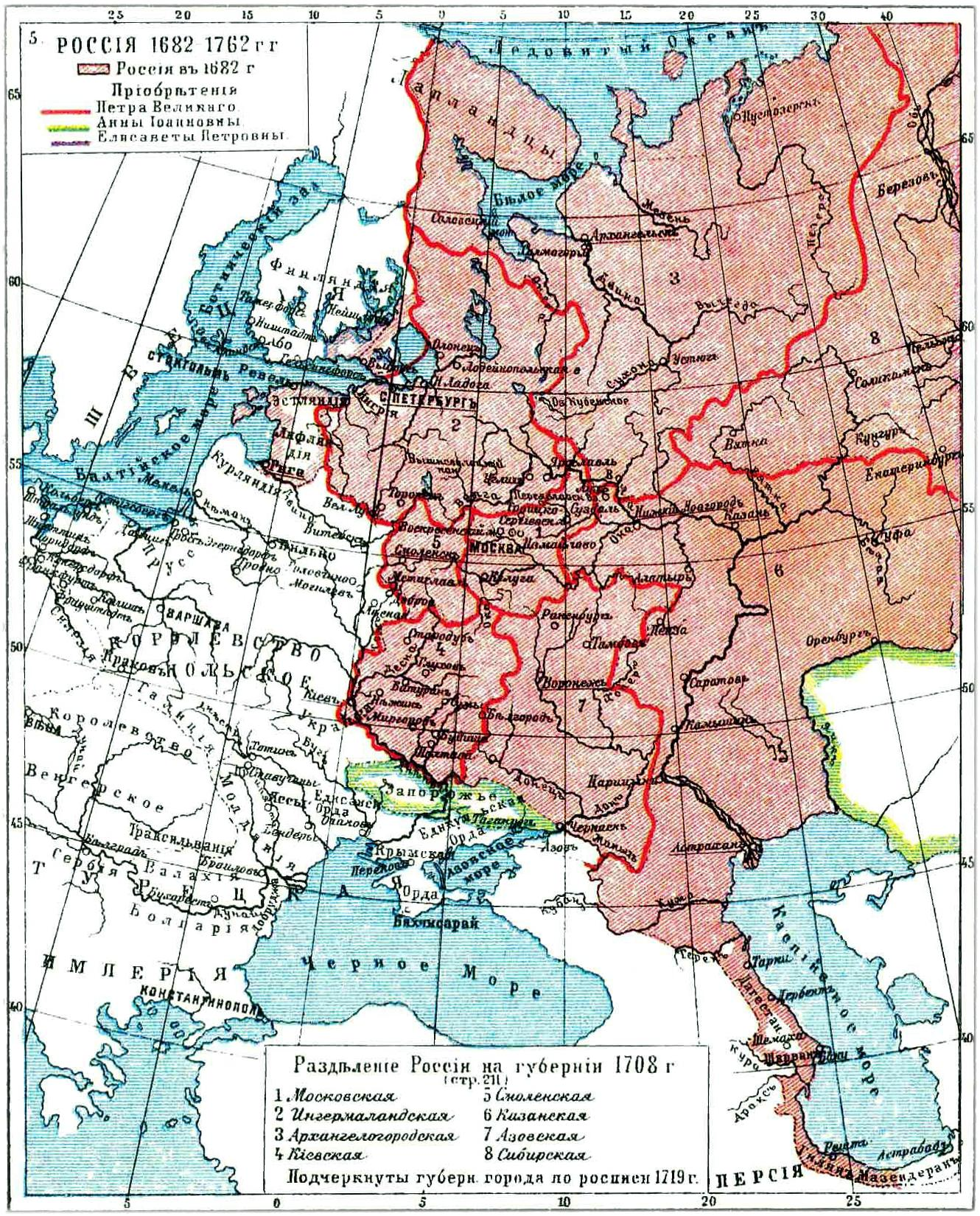
Деление России на губернии в 1708 году

До 1708 года территория Российского государства делилась на различные по размеру и статусу уезды (прежние княжеские земли, уделы, приказы и тому подобное) и разряды.
Первые 8 губерний образованы в ходе губернской реформы, по указу Петра I от 18 (29) декабря 1708 года:
- Ингерманландская (в 1710 году преобразована в Санкт-Петербургскую) — её возглавил Александр Данилович Меншиков;
- Московская — Тихон Никитич Стрешнев;
- Архангелогородская — Пётр Алексеевич Голицын;
- Смоленская — Пётр Самойлович Салтыков;
- Киевская — Дмитрий Михайлович Голицын;
- Казанская — Пётр Матвеевич Апраксин;
- Азовская — Фёдор Матвеевич Апраксин;
- Сибирская — Матвей Петрович Гагарин.

В ходе реформы все уезды были отменены, губернии составлялись из городов и прилегающих к ним земель. Вследствие этого границы губерний были достаточно условными. Губернии возглавлялись губернаторами или генерал-губернаторами, которые выполняли административную, полицейскую, финансовую, судебную функции. Генерал-губернаторы были также командующими войсками в подведомственных им губерниях. В 1710—1713 году губернии были разделены на доли, управляемые ландратом. В 1714 году вышел указ Петра I, по которому доли становились единицей местного самоуправления, ландрат выбирался местными дворянами. Однако фактически это распоряжение выполнено не было, сенат утверждал ландратов по спискам, представленным губернаторами.
В 1713—1714 были образованы Рижская (из новоприобретённых на северо-западе земель) и Нижегородская (выделена из Казанской) губернии, а Смоленская разделена между Московской и Рижской. В 1717 году из Казанской губернии была выделена Астраханская, а Нижегородская — упразднена. Таким образом, к 1719 году Российская Империя делилась на 9 губерний.

## Вторая реформа Петра I
В 1719 году Петром I была проведена реформа административного деления. Губернии были разделены на провинции, а провинции, в свою очередь — на дистрикты. Во главе провинции стоял воевода, а во главе дистрикта — земский комиссар. Согласно этой реформе высшей областной единицей Российской империи становилась провинция, а губернии выполняли роль военных округов. Провинциальные воеводы подчинялись губернаторам только в военных вопросах, в гражданских делах воеводы отчитывались только перед сенатом.
В 1719 году была восстановлена Нижегородская губерния, а на новоприобретённых землях в Прибалтике учреждена Ревельская губерния и 47 провинций. Астраханская и Ревельская губернии на провинции не делились. Вплоть до 1727 года административно-территориальное деление страны не претерпевало существенных изменений. К незначительным изменениям относятся переименование в 1725 году Азовской губернии в Воронежскую и восстановление Смоленской губернии в 1726 году.

## Реформа 1727 года
В 1727 году был произведён пересмотр административно-территориального деления. Дистрикты были упразднены, вместо них снова введены уезды. Границы «старых» дистриктов и «новых» уездов во многих случаях совпадали или почти совпадали. Были образованы Белгородская (выделена из Киевской) и Новгородская (выделена из Санкт-Петербургской) губернии.
В дальнейшем, вплоть до 1775 года, административное устройство оставалось относительно стабильным с тенденцией к разукрупнению. Губернии образовывались в основном на новоприобретённых (отвоёванных) территориях, в некоторых случаях происходило выделение нескольких провинций старых губерний в новые. К октябрю 1775 года территория России делилась на 23 губернии, 62 провинции и 276 уездов (число уездов Новороссийской губернии неизвестно и в общее число не входит).

## Реорганизация при Екатерине II

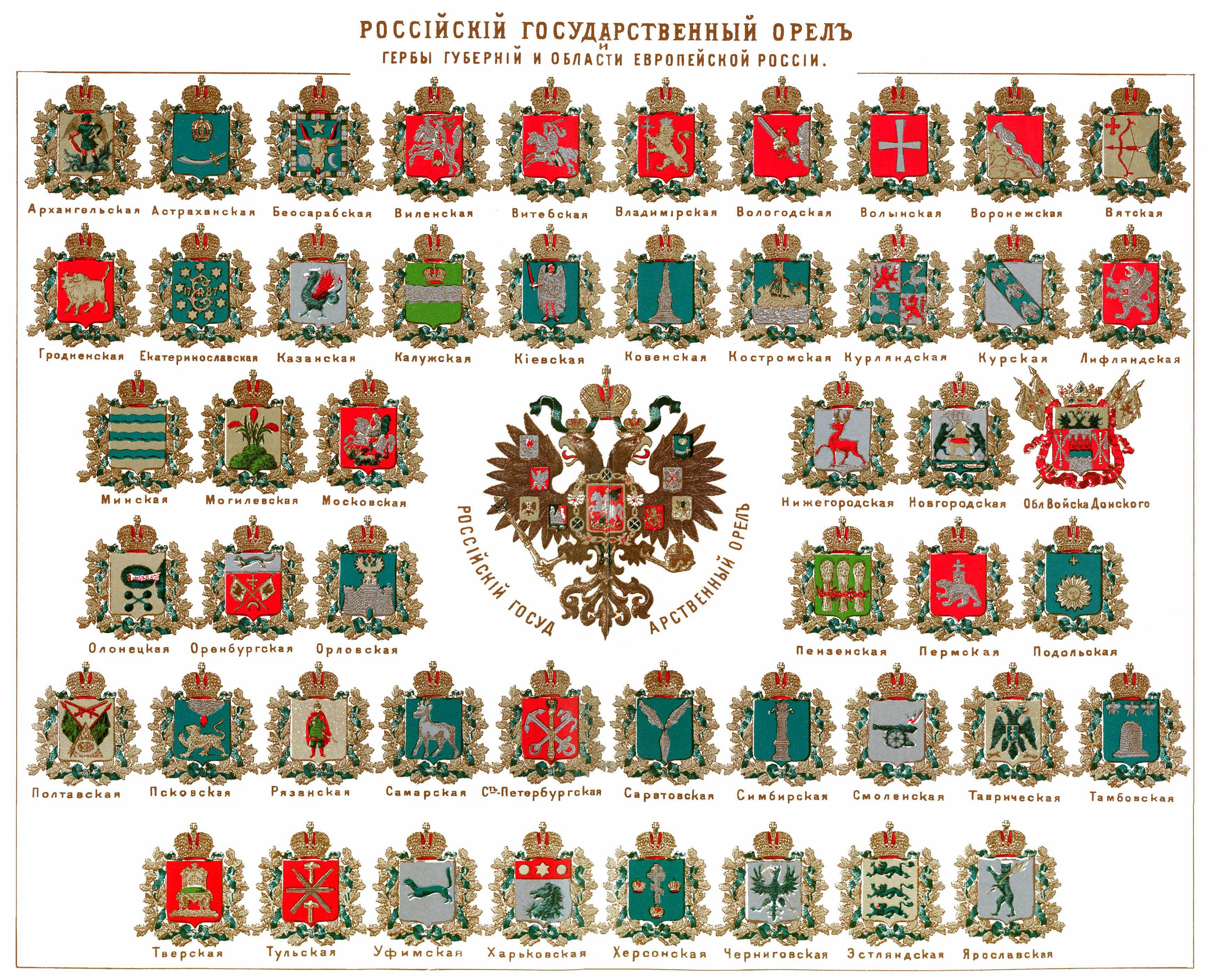
Гербы губерний Российской империи

7 ноября 1775 года был издан указ Екатерины II «Учреждения для управления губерний», в соответствии с которым в 1775—1785 годах была проведена кардинальная реформа административно-территориального деления Российской империи. В соответствии с этим указом размеры губерний были уменьшены, ликвидированы провинции и изменена нарезка уездов. Новая сетка административно-территориального деления составлялась так, чтобы в губернии проживало 300—400 тыс. человек, в уезде — 20-30 тыс. человек. Большинство новых административно-территориальных единиц, за редким исключением, получило официальное название «наместничество». Обширные по территории наместничества делились на области. Дополнительным толчком для проведения реформы явилась необходимость укрепления центральной власти на местах после Крестьянской войны под предводительством Е. И. Пугачёва.
Всего в это время было 23 губернии: Московская, Киевская, Санкт-Петербургская, Новгородская, Архангелогородская, Смоленская, Белогородская, Воронежская, Нижегородская, Казанская, Астраханская, Оренбургская, Сибирская, Иркутская, Малороссийская, Слободскоукраинская, Новороссийская, Азовская, Лифляндская, Эстляндская, Финляндская (Выборгская), Могилёвская, Псковская.
В 1785 году, после завершения реформы, Российская империя делилась на 38 наместничеств, 3 губернии и 1 область (Таврическую) на правах наместничества. Кроме того в состав империи входило Жилище Донских казаков, в котором было казачье самоуправление.
Несколько наместничеств управлялись одним генерал-губернатором, а в само наместничество назначался правитель наместничества (наместник или губернатор), кроме того в наместничествах формировался орган дворянского самоуправления — губернское дворянское собрание во главе с губернским предводителем дворянства. Наместники и губернаторы были подведомственны Сенату и прокурорскому надзору, возглавляемому генерал-прокурором. Во главе уезда стоял капитан-исправник, который выбирался 1 раз в 3 года уездным дворянским собранием. Генерал-губернатор назначался лично императрицей и обладал неограниченной властью во вверенных ему наместничествах. Таким образом, на всей территории Российской империи фактически вводился чрезвычайный режим управления. В дальнейшем, вплоть до 1796 года, образование новых наместничеств происходило в основном в результате присоединения новых территорий.
К концу царствования Екатерины II (ноябрь 1796 года) Российская империя включала в себя 48 наместничеств, 2 губернии, 1 область, а также земли Донских и Черноморских казаков.

## Павловская реформа
В 1796—1797 годах Павлом I была произведён пересмотр административно-территориального деления. Наместничества были упразднены и официально переименованы в губернии. Генерал-губернаторское управление было оставлено только в пограничных губерниях, в которых существовала опасность восстания или иностранного вторжения (несколько губерний объединялись в одно генерал-губернаторство). Губернии были укрупнены: вместо 51 административно-территориальных единиц высшего уровня их стало 42. Уезды также были укрупнены.

## Развитие административно-территориального деления Российской империи в XIX веке

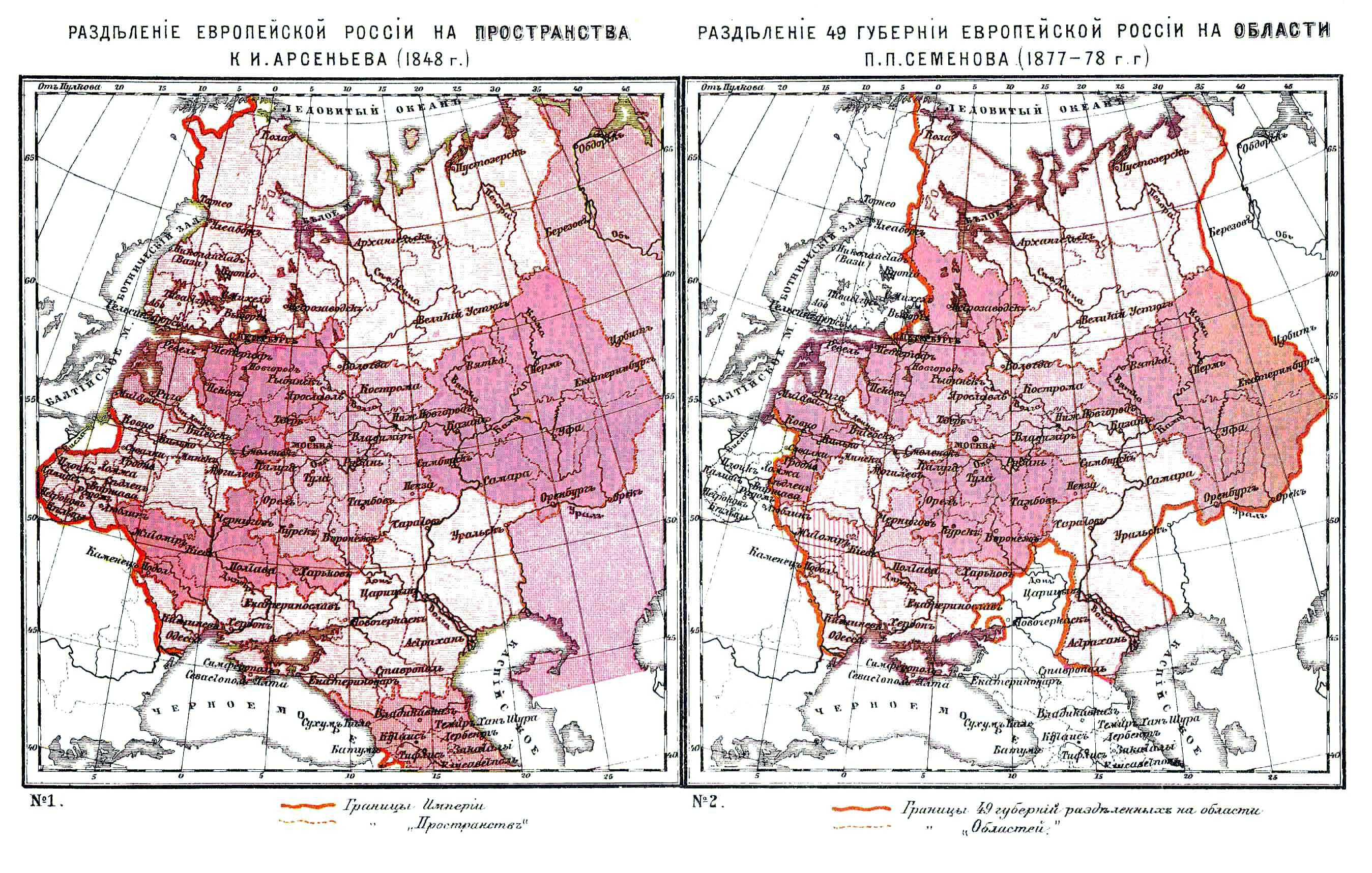
Российская империя в 1848 и 1878

После убийства Павла I взошедший на престол Александр I провёл очередную реформу административно-территориального деления. В 1801—1802 годах было восстановлено большинство упразднённых Павлом I губерний. В губерниях в свою очередь была восстановлена (с незначительными изменениями) сетка уездов. Границы административно-территориальных единиц были изменены по сравнению с Екатерининскими. Однако ряд Павловских нововведений были оставлены. Структура управления губерниями не претерпела изменений.
В XIX веке продолжается начатое Павлом I размежевание административно-территориальных организаций на 2 группы: на основной территории Европейской России сохраняется общегубернская организация (в 1860-е — 51 губерния); на национальных окраинах (кроме Остзейского края — 3 губернии) создаётся система генерал-губернаторств. В 1816 возник проект разделения всей территории России на 12 наместничеств по 3—5 губерний в каждой. В 1820 году в качестве эксперимента было создано Рязанское генерал-губернаторство, объединявшее Рязанскую, Тульскую, Орловскую, Воронежскую и Тамбовскую губернии. Генерал-губернатором был назначен Александр Дмитриевич Балашов. В 1827 году Рязанское генерал-губернаторство было упразднено, во входивших в него губерниях восстановлен прежний порядок управления.
Во второй половине XIX — начале XX века было образовано 20 областей — административных единиц, соответствующих губерниям. Как правило, области располагались на приграничных территориях. Продолжается дальнейшая централизация и бюрократизация местного управления. Происходит упрощение местного аппарата с усилением его прямого подчинения лично губернатору.
Реформы 1860—1870-х, особенно земская, городская и судебная, вводили буржуазное начало выборного всесословного представительства в организацию местного управления и суда. Выборные органы земского самоуправления (в 34 губерниях) заведовали местным хозяйством, в городах — городские думы и управы. Земская (1890) и городская (1892) контрреформы усилили сословно-дворянское представительство в местном самоуправлении и подчинение его администрации (см. Земские учреждения (по Положению 1890 года)). Введение института земских начальников (1889) как носителей дворянско-помещичьего права (назначались из дворян) с их административными, судебными и финансовыми функциями существенно ограничило самостоятельность крестьянского самоуправления.

## XX век

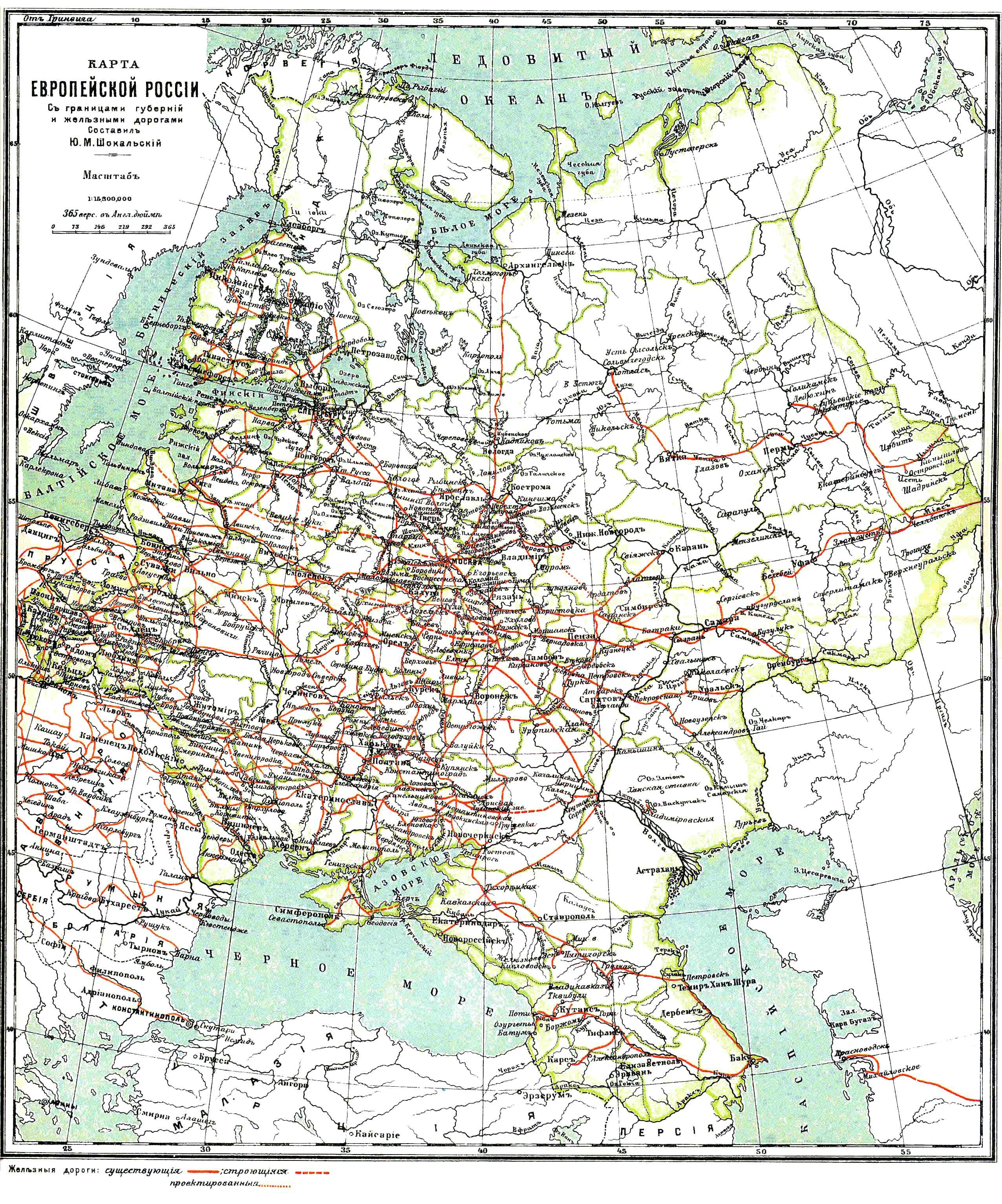
Европейская часть Российской империи (начало XX века)
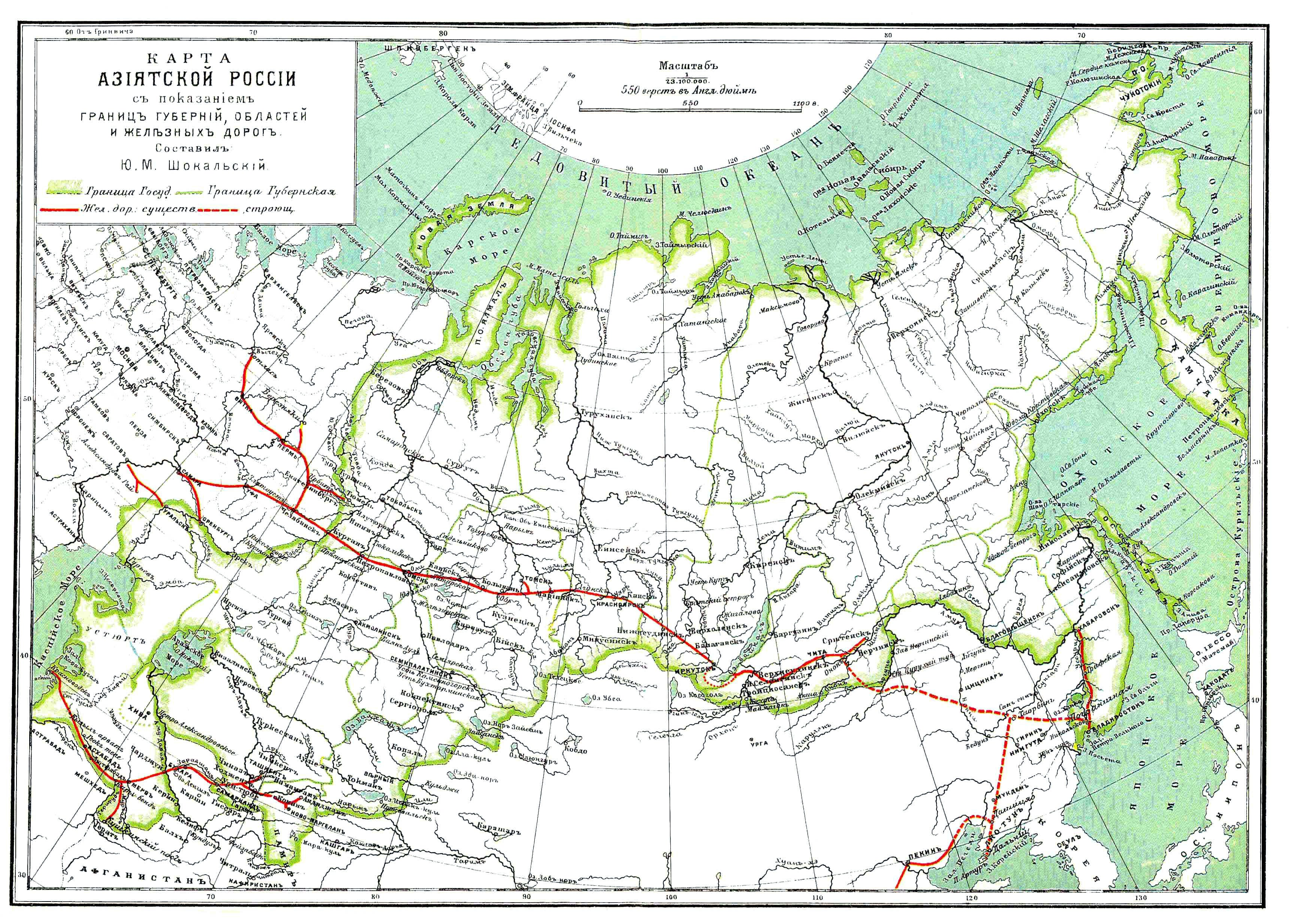
Азиатская часть Российской империи (начало XX века)

### 1901—1917 (Российская империя и Российская республика)

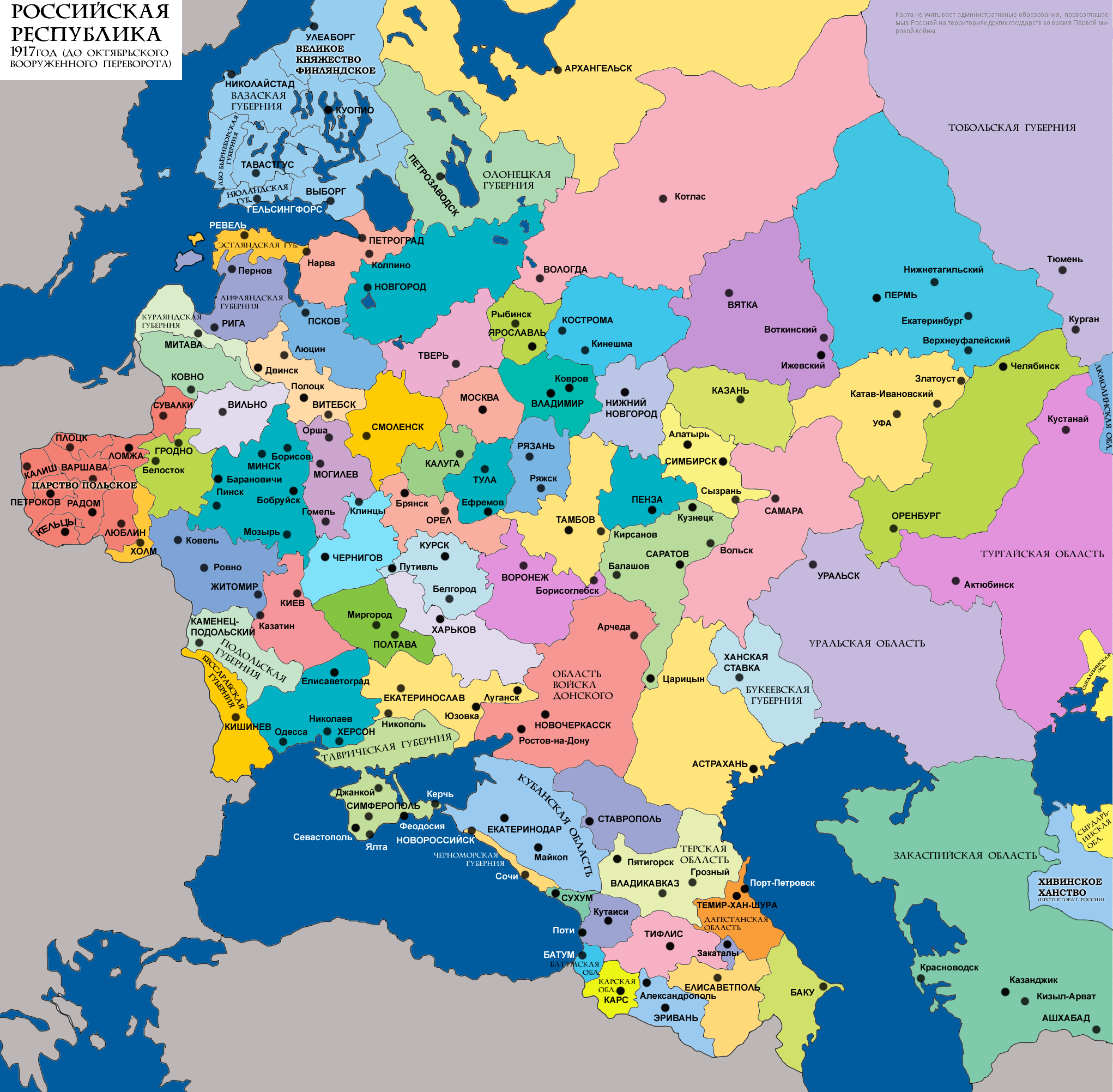
Западная часть России (1917 год)

Губернский аппарат местного управления оставался в силе до XX века. Во время столыпинской реакции (1907—1910) были восстановлены чрезвычайные методы управления. Усилилась роль охранного отделения и сословно-дворянских организаций (Совет объединённого дворянства).
После Февральской революции в 1917 году Временное правительство России сохранило всю систему губернских учреждений, только губернаторы были заменены губернскими комиссарами (в уездах — соответственно уездные комиссары), однако с преобладанием дворянско-помещичьего состава. Одновременно с этим формировалась система Советов, противостоявшая местным властям Временного правительства.

### 1917—1929 (советский период)
После Октябрьской революции в 1917 году было сохранено первоначальное губернское деление, но ликвидирован весь старый губернский аппарат и установлены новые органы советской власти во главе с губернским исполнительным комитетом (губисполком), выбиравшимся на губернском съезде Советов.
К 1917 году было 78 губерний, 25 из них в 1917—1920 годах отошли к Польше, Финляндии, странам Прибалтики. В 1917—1923 годах шёл процесс разукрупнения губерний. На окраинах РСФСР активно создавались национальные автономии, на всей территории страны создавались новые губернии. Вскоре после образования СССР, в 1923 году, Госпланом СССР был разработан новый план административно-территориального деления страны. Губернско-территориальное деление было ликвидировано в 1923—1929 годах и заменено делением на области и края, которые последовательно делились на округа, районы и сельсоветы.